# Šentjanž nad Štorami
Šentjanž nad Štorami je naselje u slovenskoj Općini Štoru. Šentjanž nad Štorami se nalazi u pokrajini Štajerskoj i statističkoj regiji Savinjskoj. 

## Stanovništvo
Prema popisu stanovništva iz 2002. godine naselje je imalo 204 stanovnika.